# Psychotria leptantha
Psychotria leptantha är en måreväxtart som beskrevs av Albert Charles Smith. Psychotria leptantha ingår i släktet Psychotria och familjen måreväxter. Inga underarter finns listade i Catalogue of Life.